# Xian d'Akto
Pour les articles homonymes, voir Akto.
Cette page contient des caractères spéciaux ou non latins. S’ils s’affichent mal (▯, ?, etc.), consultez la page d’aide Unicode.
Le xian d'Akto (阿克陶县 ; pinyin : Ākètáo Xiàn ; ouïghour : ئاقتو ناھىيىسى / Akto Nahiyisi) est un district administratif de la région autonome du Xinjiang en Chine. Il est placé sous la juridiction de la préfecture autonome kirghiz de Kizilsu.

## Démographie
La population du district était de 163 789 habitants en 1999.
Environ 2 500 personnes du district sont de l'ethnie turkmène d'Akto qui, bien qu'officiellement rattachée à l'ethnie kirghiz, est proche des ouïghours par sa langue et ses coutumes.[réf. nécessaire]